# Rösli Streiff
Rösli Streiff, švicarska alpska smučarka, * 16. januar 1901, Glarus, Švica, † 7. februar 1997, Glarus.
Nastopila je na šestih svetovnih prvenstvih v letih 1931, 1932, 1933, 1934, 1935 in 1936. Najuspešnejša je bila na prvenstvu leta 1932, ko je osvojila naslova prvakinje v slalomu in kombinaciji. 